# هوغو بارينتوس
هوغو بارينتوس (بالإسبانية: Hugo Barrientos)‏ (3 يناير 1977 في الأرجنتين - ) هو لاعب كرة قدم أرجنتيني في مركز الوسط. لعب مع أتليتيكو رافائيلا وأوليمبو وانيستتوتو ونيولز أولد بويز وهوراكان وComisión de Actividades Infantiles ‏ وأتليتكو بلاتينسي ‏ ونادي أتليتكو للبنين ‏.

## وصلات خارجية
- هوغو بارينتوس على موقع قاعدة بيانات كرة القدم.إي يو (الإنجليزية)
- هوغو بارينتوس على موقع Soccerway.com (الإنجليزية)
- هوغو بارينتوس على موقع عالم كرة القدم.نت (الإنجليزية)